# Le Chien fantôme
Pour plus de détails, voir Fiche technique et Distribution.
Le Chien fantôme (Ghost Dog : A Detective Tail) est un téléfilm américain de Worth Keeter sorti le 10 janvier 2003.

## Synopsis
Kyle Caldwell, agent de police travaillant dans une unité canine avec son chien et meilleur ami Hunter, vit avec celui-ci dans un simple trois pièces qu'on lui loue.
Mais un soir, alors que Caldwell et Hunter poursuivent un criminel en cavale, Caldwell se fait tirer dessus et lors d'un simple moment d'inattention, Hunter saute sur le criminel qui lui tire dessus et le tue, sous les yeux de Caldwell.
Désespéré, celui-ci jure sur la tombe de son chien qu'il trouvera son assassin par tous les moyens possibles. Mais l'esprit de Hunter hante l'appartement du policier, et finit par entrer dans le corps d'un escroc à la petite semaine afin d'aider son ancien maître.

## Fiche technique
- Titre original : Ghost Dog: A Detective Tail
- Titre français : Le Chien fantôme
- Réalisation : Worth Keeter
- Scénario : Rob Kerchner et Nichol Simmons
- Direction artistique : Roger Baer
- Décors : David Huang
- Costumes : Jennifer Soulages
- Photographie : James Mathers
- Montage : Lewis Schoenbrun et Mary Ann Skweres
- Musique : Tom Batoy et Franco Tortora
- Production : Karri O'Reilly
- Société(s) de production : Capital Arts Entertainment et Family Films Inc.
- Société(s) de distribution : Pax TV
- Pays d’origine :  États-Unis
- Langue originale : anglais
- Format : couleur, 1,33 : 1
- Genre : famille, action
- Durée : 85 minutes

## Distribution
- Jack Wagner : Kyle Caldwell
- Daphne Zuniga : Amanda Morton
- Zack Ward : Howie Tibbidoe
- Cory Parravano : Robby
- Pete Antico : Biggs
- Kathleen Gati : Madame Wanda
- David Leisure : Dr Vaughn
- Chris Coppola : Wally
- Melanie J.Elin : Lady with Cat
- Eddie Driscoll : Detective Davis
- Peters Sand : Juge
- Robert Axelwood : Howie's Cellmate
- Todd Bridges : Le gardien de l'usine électrique